# 森俊子

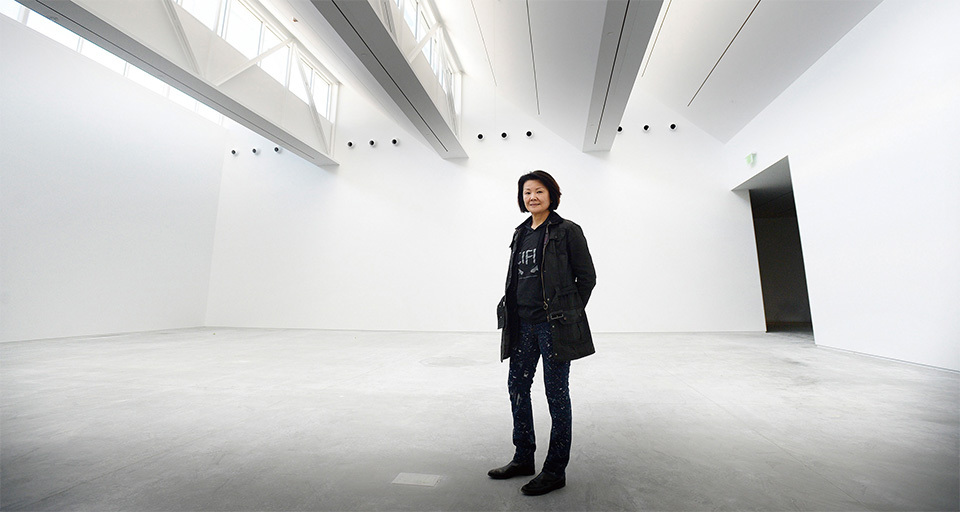

森 俊子（Toshiko Mori、もり としこ、1951年 - ）は、日本人建築家であり、ニューヨークを拠点とするToshiko Mori Architect、PLLC、Vision Arcの創設者兼主宰者。ハーバード大学大学院デザイン研究科建築実務Robert P. Hubbard教授でもある。1995年、GSDで任期を受ける最初の女性教員になった。

## 教育
クーパー・ユニオン を1971年に、クーパー・ユニオン建築学部を1976年に卒業。その後、名誉号を受けたハーバード大学デザイン大学院 を1996年に修了。

## キャリア
自身の事務所を開設する前はエドワード・ララビーバーンズの下で勤務。森は、フロリダ州 コネチカット州 フロリダ州 、メイン州 、 マサチューセッツ州、ミシガン州、ミネソタ州 、ミズーリ州、ニュージャージー州 、ニューヨーク州、ロードアイランド州 およびワシントンDCで建築家としてライセンスされている。ハーバード大学大学院デザイン研究科で、1995年に任期を受け、2002年から2008年まで建築学科の学科長を務めた。森はクーパーユニオン建築学校、コロンビア大学およびエール大学の大学院で教鞭を執っている。
森は「物質的な革新と概念の明確さへの関心」で知られている。彼女の作品には、アートニューヨーク劇場、ブルックリン・チルドレンズ・ミュージアムのキャノピー、ブラウン大学のペンブロークホール、 MoMAのデザインや スミソニアンデザインミュージアムのクーパー、そしてアメリカ、台湾、中国、オーストリアなどの住宅プロジェクトがある 。
森は、世界経済フォーラムの都市の未来に関する世界アジェンダ評議会のメンバーとして、持続可能な建築の研究と調査、都市の住みやすさの向上、効率的な都市サービスの創設をリードしている。また、森は設計革新とコミュニティ参加を目的とした非営利団体であるArchitecture For Humanityの役員も務めている。
彼女は数多くの国際的な賞や名誉を受けており、彼女の作品は広く展示され出版されてきた。2003年にはCooper Unionの創立者John Hejduk賞を受賞。2005年に、彼女は芸術と文学のアメリカアカデミーから、からの建築でアカデミー賞受け取っただけでなく、アメリカ建築家協会ニューヨーク章名誉勲章を授与 。彼女のプロジェクトは、クーパーヒューイット国立デザイン美術館の「Design Life Now：ナショナルデザイントリエンナーレ2006」とグッゲンハイム美術館に展示されている。
彼女の作品のモノグラフ、 Toshiko Mori Architectは 、2008年にMonacelli Pressによって出版された。彼女は多くの出版物に貢献しているだけでなく、材料と製造の研究、 Immaterial / Ultramaterialに関して編集を担当。
2014年、森は、ビバリー・ウィリス建築財団が2014年の秋に立ち上げた、優れて多様な場を提供する、ビルトリー・ウィズ・ニューヨーク市に建設されたポーパークビジターセンターのデザインを手がけた。これは女性のために設計され造られたスペースである。 
2015年には、セネガルのシンシアン村にある森の生態文化センターがオープンした。建物の傾斜屋根は洗練された集水システムで、雨水を貯水槽に吸い込み、シンシアン全体の消費量の30パーセントを供給。

## 賞と栄誉
- 2017 AIA National 2017 Institute優秀賞、スレッド：芸術家の居住地+文化センター
- 2016年建築ダイジェスト2017年AD100
- 2016年プランアワード2016受賞者：カルチャー、スレッド：Artists Residency + Cultural Center
- 2016 Aga Khan 2014-2016賞受賞者、スレッド：アーティスト居住者+ Cultural Center
- 2016年バッファロー大学建築計画学部学長賞
- 2016 Architizer A + Award：建築+コミュニティ、スレッド：芸術家の居住地+ Cultural Center
- 2016 Architizer A + Award：建築+人道主義、糸：芸術家の居住地+文化センター
- 2016 Architizer A + Awardsのファイナリスト、Peter Freeman Gallery
- 2015年建築ダイジェスト2016 AD100
- 2015 AIAニューヨーク州賞、House on Maine Coast
- 2014 AIAニューヨーク支部プロジェクト賞、シンシア文化センター、芸術家の居住地[16]
- 2014年AIAニューヨーク支部建築賞、ハウス・イン・ゲント[16]
- 2013 AIAニューヨーク支部インテリア賞、Sean Kelly Gallery [16]
- 2012アメリカ建築賞、シラキュースセンターオブエクセレンス[16]
- 2010年世界建築祭賞ファイナリスト、エレノア、ウィルソングレートバッチパビリオン[16]
- 2009 AIAバッファロー/ニューヨーク西部オナー賞、Eleanor＆Wilson Greatbatch Pavilion [16]
- 2009 AIAニューヨーク州優秀賞、新聞用カフェ[16]
- 2008年AIAニューヨーク州優秀賞、メキシコ湾の家への追加I [16]
- 2005年アメリカ建築家協会/ニューヨーク支部名誉勲章[16]
- 2005年アメリカ芸術芸術アカデミー建築アカデミー賞[16]
- 2003年クーパーユニオン就任John Hejduk賞[16]
- 2002年アメリカンアカデミーオブローマ：ベルヌーディ客員建築家フェローシップ[16]

## 展示会
- 2016マイアミ＆トロピカルワールド、コラックギャラリー、マイアミ大学 - フロリダ州マイアミ
- 2015年アフリカ、ルイジアナ美術館 - フンレベック、デンマーク
- 2015年建築x女性ニューヨーク、建築センター、ニューヨーク、ニューヨーク
- 2014 Office US（Sinthian Cultural Center / Thread）、第14回国際建築展、ヴェネチア・ラ・ビエンナーレ - ヴェネツィア、イタリア[1]
- 2012ダイアログの詳細、第13回国際建築展、ラ・ビエンナーレ・ディ・ヴェネツィア - ヴェネツィア、イタリア[5]
- 2010年、ボイドを熟考：グッゲンハイム美術館、グッゲンハイム美術館 - ニューヨーク、ニューヨークでの介入[1]
- 2009 Detour東京、モレスキン - 東京、日本[1]

## 主な作品一覧

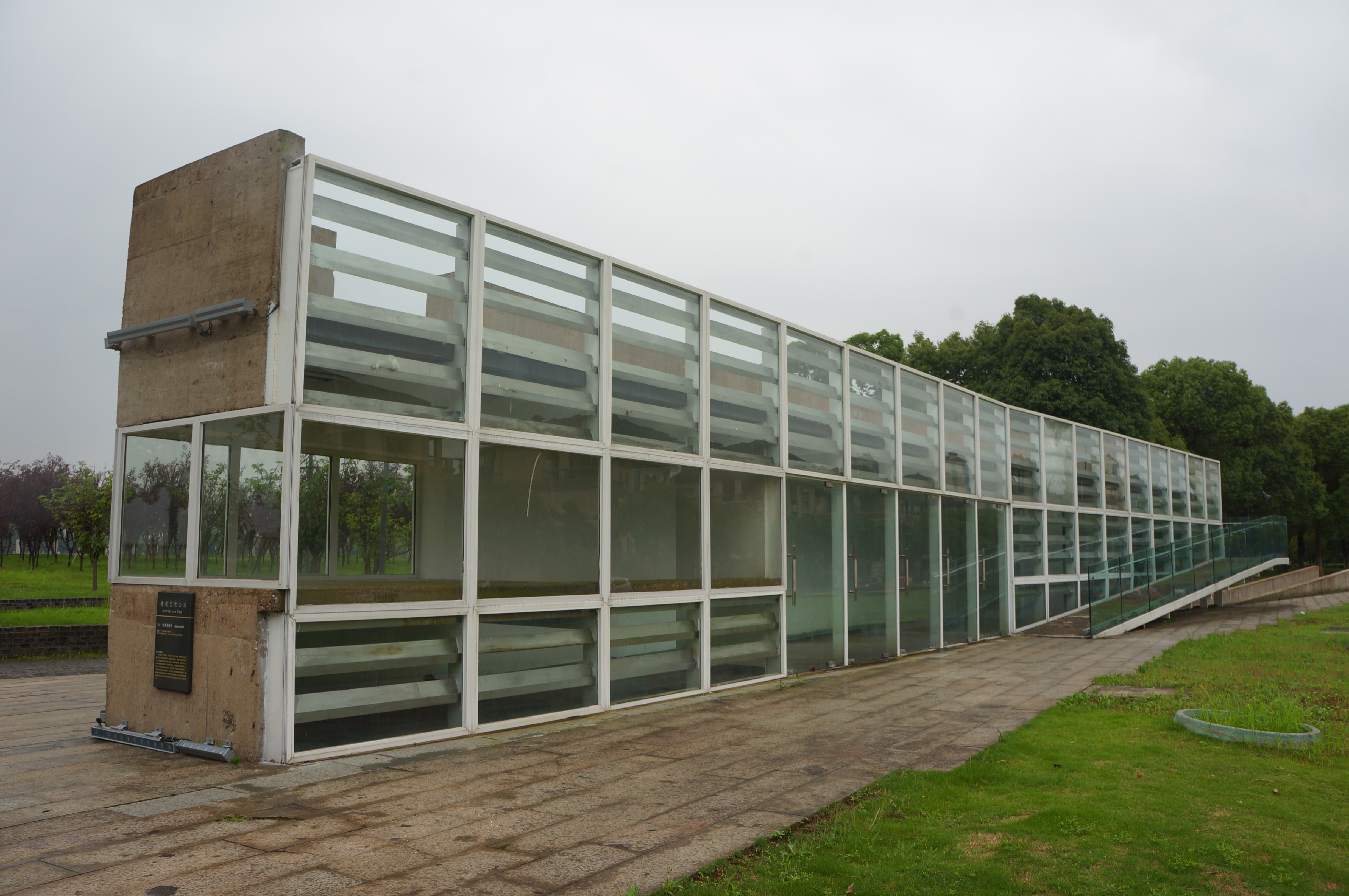
森がデザインした「 Newsstand 」が金華建築公園で発表されました

- メイン州現代美術センター - メイン州ロックランド（2013-2016） [17]
- 生物医学研究所構築するためノバルティス研究所-ケンブリッジ、マサチューセッツ州（2011-2015） [18]
- Paracoustica：ポータブルコンサートホール（2011-） [5]
- ブルックリン公共図書館 - ニューヨーク州ブルックリン（2009-） [19]
- ハドソン公園と大通り -  MTAキャノピーとカフェ、ニューヨーク、ニューヨーク（2008-）
- スレッド - シンシアン、セネガル（2012-2015） [20]
- エクセレンスのためのシラキュースセンター - シラキュース、ニューヨーク（2005-2010） [5]
- Eleanor and Wilson Greatbatch Pavilion  - ニューヨーク州バッファロー（2002年 -  2009年） [5]
- ニューヨーク大学マスタープラン - ニューヨーク、ニューヨーク州（2007） [5]
- 新聞カフェ - 中国、ジフア市（2004-2007） [5]